# مدرسة فرزانكان طهران
مدارس فرزانكان (الفارسية: مدرسه فرزانگان) هي مدارس للبنات فقط تقع في مدن إيران، وتُدار تحت إشراف المنظمة الوطنية لتنمية المواهب الاستثنائية. تشمل المدارس المرحلتين الإعدادية والثانوية.

## المنظمة الوطنية لتنمية المواهب الاستثنائية
"نوديت" اختصارٌ للمنظمة الوطنية لتنمية المواهب الاستثنائية (سامباد بالفارسية). كانت منظمةً مستقلةً تُموّلها الحكومة. في عام 2009 م، دُمجت مع وزارة التعليم، مما أدى إلى ضعفٍ كبير. وهي سلسلةٌ من المدارس تقع في قلب معظم المحافظات على مستويين: المدرسة الثانوية ومدرسة التوجيه. تخرج من سامباد عددٌ من الشخصيات البارزة، منهم مريم ميرزاخاني، ورضا أميرخاني، وإلشان مرادي، وروزبه بورنادر. 

## مدارس فرزانكان في طهران
تتمتع طهران بعدد من مدارس فرزانكان للبنات.
مدارس فرزانكان للبنات في طهران

## طالع أيضًا
- تعليم الموهوبين
- مدرسة علامة حلي 3 الثانوية في طهران[الإنجليزية]